# Зірки під гіпнозом (телепрограма)
«Зірки під гіпнозом» — українське розважальне телешоу, адаптація французького формату «Stars sous hypnose» Новим каналом. Головні герої програми — публічні персони.

## Про проєкт
Герої проєкту під впливом гіпнозу опиняються у несподіваних ситуаціях. Зйомки проходять на вулицях, у громадських місцях тощо. У студії герої отримують завдання від гіпнотизера, які згодом виконують.
У другому сезоні шоу мав з'явитись новий сюжет: гіпнотизер і ведучий знаходять гіпергіпнабельних людей на вулицях Києва, тестуючи охочих.

## Серії
Перший сезон складається з восьми випусків середньої тривалості епізоду 90-95 хвилин. Сезон транслювався з 20 жовтня 2016 до 8 грудня 2016.
| Епізод | Дата       | Герої                                                     | Учасники                                                                                               |
| ------ | ---------- | --------------------------------------------------------- | --- |
| 1      | 20.10.2016 | Микола Тищенко, Григорій Решетник, Сергій Пастух          | Катя Павлюченко, Альона Алимова, Сергій Притула, Ольга Цибульська, Петро Чорний                        |
| 2      | 27.10.2016 | Дівчина Блонда, Надія Мейхер, Ірина Хоменко               | Володимир Остапчук, Ігор Посипайко, Василіса Фролова, Ігор Кондратюк                                   |
| 3      | 03.11.2016 | Вадим Абрамов, Антон Лірник, Світлана Тарабарова          | Василь Бондарчук, Іраклій Макацарія, Анна Лесик, Оля Полякова                                          |
| 4      | 10.11.2016 | Амадор Лопес, Діма Коляденко, Євген Сморигін              | Артем Мєх, Дівчина Блонда, Тася («Київ вдень та вночі»), Єгор Крутоголов                               |
| 5      | 17.11.2016 | Дівчина Блонда, Катерина Кістень, Микола Тищенко          | Жан Гріцфільд, Андрій Бурим, Наталя Могилевська, Надя Матвєєва                                         |
| 6      | 24.11.2016 | В'ячеслав Соломка, Олександр Кривошапко, Сергій Писаренко | Євген Клопотенко, Альбіна і Саша («Київ вдень та вночі»), Леся Нікітюк, Валерій Жидков, Даша Астаф'єва |
| 7      | 01.12.2016 | Дівчина Блонда, Віктор Угрюмов, Олександр Педан           | Лавіка, Саша Лещенко, Віталій Козловський, Ірина Білик, Влад Яма                                       |
| 8      | 08.12.2016 | Олена Гребенюк, Євген Нікішин, Маркус Ріва                | Анна Сєдокова, Тимур Мірошниченко, Наталія Валевська, Олександр «Фоззі» Сидоренко                      |